# Ceracia fergusoni
Ceracia fergusoni là một loài ruồi trong họ Tachinidae.